# Gare de Nivelles-Nord
La gare de Nivelles-Nord est une ancienne gare ferroviaire belge de la ligne 141, de Manage à Court-Saint-Étienne. Elle fut la première gare de la ville de Nivelles dans la province du Brabant wallon en région wallonne.
Elle est mise en service en 1854 par la Société anonyme des chemins de fer belges de la jonction de l'Est et ferme aux voyageurs en 1959. La ligne 141 a depuis été fermée et démontée.

## Situation ferroviaire
Établie à 103 m d'altitude, la gare de Nivelles-Nord se trouvait au point kilométrique (PK) 13,4 de la ligne 141, de Manage à Court-Saint-Étienne entre les gares, fermées, de Feluy-Arquennes et de Baulers. De 1854 à 1874, lorsque fut complétée la ligne de Bruxelles à Luttre, elle était la seule gare de Nivelles.

## Histoire
La station de Nivelles est mis en service, le 7 juillet 1854 par la Société anonyme des chemins de fer belges de la jonction de l'Est et constitue provisoirement le terminus de la ligne Manage - Nivelles, prolongée vers Genappe le 2 décembre 1854 puis vers Court-Saint-Étienne et Wavre en 1855.
La « Jonction de l'Est » devient l'une des compagnies du consortium de la Société générale d'exploitation, finalement démantelée en 1870 au profit de l’Administration des chemins de fer de l’État belge (future SNCB).
Pendant 20 ans, la ligne 141 sera la seule à desservir Nivelles et n'offrait aucune liaison directe vers Bruxelles ou Charleroi. Une ligne directe, reliant ces deux villes en passant par Braine-l’Alleud et Nivelles sera finalement mise en chantier. La gare de Nivelles d'origine ne se trouvant pas dans le bon axe, une nouvelle gare, Nivelles-Est sera réalisée plus loin du centre historique tandis que la gare de Baulers sera créée pour servir de gare de correspondance entre les deux lignes.
La ligne 124, de Bruxelles à Luttre se prolongeant vers Charleroi est inaugurée le 1er juin 1874 et prendra au cours du temps davantage d'importance, parcourue par des trains express et électrifiée en 1949-1950.
À l'inverse, sur la ligne 141, le trafic des voyageurs régresse : la section Baulers - Court-Saint-Étienne perd ses trains de voyageurs en 1953 et, le 22 novembre 1959, le dernier train de voyageurs quitte la gare de Nivelles-Nord. Entre Seneffe et Nivelles-Nord, les trains de marchandises disparaissent dans la foulée et les rails sont démontés vers 1970. Le dernier client important à proximité de Nivelles-Nord, l'usine La Brugeoise et Nivelles fabricant notamment des locomotives de la SNCB, ferme ses portes en 1980. Les derniers rails passant par Nivelles-Nord sont finalement enlevés en 1988.
En 1982, la gare de Nivelles-Est a été rebaptisée Nivelles.

### Patrimoine ferroviaire
La gare de Nivelles-Nord, assez étroite, était située à flanc de colline, délimitée par des murs de soutènement et remblais.
Dans les années 1850, Nivelles-Nord reçoit un bâtiment de gare dans le style de la compagnie de la Jonction de l'Est à la façade de briques rouges avec des bandeaux et encadrements de baies en pierre. À l'origine, il était identique à celui de la gare de Wavre. Des agrandissements ont lieu en 1884 (construction d'annexes, aménagement, ajout du auvent et bâtiment des toilettes).
D'un style inhabituel en Belgique, il s'agit d'un immeuble à étage de cinq travées avec deux avancées sous pignon donnant une forme en "H". Tous les angles de la toiture sont à pans coupés et les baies aux pignons sont divisées en six par d'épais montants de pierre. Au cours des ans, le bâtiment de Nivelles-Nord a été agrandi avec deux ailes à toit plat de cinq et d'une dizaine de travées. Les colonnades à arc en plein cintre de l'entrée, côté rue et quai, datent peut-être de la même époque. La gare de Feluy-Arquennes avait un bâtiment de style similaire, plus petit à un seul pignon.
Après la fermeture aux voyageurs, l'essentiel du bâtiment d'origine a été démoli et une construction en béton, actuel théâtre de l'operette a pris place là où se trouvait le corps central.
L'aile gauche, fortement étêtée, accueille désormais le centre d'information des jeunes et le billard club nivellois.
Un RAVeL a été créé sur l'ancienne voie ferrée, entre Baulers et Arquennes.